# IC 4336
IC 4336 ist eine Balken-Spiralgalaxie vom Hubble-Typ SBb im Sternbild Jagdhunde am Nordsternhimmel. Sie ist schätzungsweise 117 Millionen Lichtjahre von der Milchstraße entfernt und hat einen Durchmesser von etwa 80.000 Lichtjahren. Vom Sonnensystem aus entfernt sich die Galaxie mit einer errechneten Radialgeschwindigkeit von näherungsweise 2.500 Kilometern pro Sekunde.
Gemeinsam mit NGC 5326 bildet sie ein vermutlich gravitativ gebundenes Galaxienpaar. Im selben Himmelsareal befinden sich unter anderem die Galaxien NGC 5313, NGC 5337, PGC 49070, PGC 2153235.
Das Objekt wurde am 4. Mai 1897 von dem französischen Astronomen Guillaume Bigourdan entdeckt.